# Ян, Алексей Александрович
Алексей Александрович Ян (1908—1987) — советский актёр театра и кино, заслуженный артист РСФСР (1957).

## Биография
Алексей Александрович Ян родился 9 апреля 1908 года в Либаве (ныне — Лиепая).
В 1930 окончил Техникум сценических искусств.
В 1930—1987 — актёр Ленинградского академического театра драмы имени А. С. Пушкина.
В 1951—1973 преподавал в Ленинградском государственном театральном институте им. А. Н. Островского (с 1962 — Ленинградский государственный институт театра, музыки и кинематографии (ЛГИТМиК), ныне — Российский государственный институт сценических искусств), доцент (1962).
Заслуженный артист РСФСР (1957).
Ушел из жизни 2 октября 1987 года.
Похоронен на Серафимовском кладбище Санкт-Петербурга.

## Творчество

### Ленинградский академический театр драмы им. А. С. Пушкина
- 1938 — «Пётр I» А. Н. Толстого — царевич Алексей
- 1946 — «За тех, кто в море» Б. А. Лавренёва — Лабинский, капитан 1 статьи
- 1949 — «Полководец Суворов» И. В. Бахтерева и А. В. Разумовского — А. В. Суворов
- 1954 — «Годы странствий» А. Н. Арбузова — Лаврухин
- 1954 — «Коварство и любовь» Ф. Шиллера — Вурм
- 1955 — «Оптимистическая трагедия» Вс. Вишневского. Режиссёр: Г. А. Товстоногов — Вайнонен
- 1964 — «Мария Тюдор» В. Гюго — Неизвестный
- 1967 — «Нахлебник» И. С. Тургенева — Иванов
- 1968 — «Антигона» Софокла. Режиссер: Д. А. Алексидзе — Прорицатель
- 1968 — «Жизнь Сент-Экзюпери» Л. А. Малюгина — Дидье Дора
- 1968 — «Болдинская осень» Ю. М. Свирина — Бенкендорф
- 1969 — «Одни, без ангелов» Л. Жуховицкого — Лимчин
- 1970 — «Час пик» Е. Ставинского — Обуховский
- 1970 — «Мария» А. Д. Салынского — Анатолий Добротин
- 1973 — «Горячее сердце» А. Н. Островского — Аристарх
- 1974 — «Из жизни деловой жизни» А. Б. Гребнева — Борис Тимофеевич
- 1976 — «Приглашение к жизни» по роману Л. М. Леонова «Русский лес» — Киттель, немецкий офицер
- 1977 — «Пока бьётся сердце» Д. Я. Храбровицкого — Кудряшов и Колокольцев
- 1978 — «Аэропорт» А. Хейли — Берт Уэзерби
- 1980 — «Над светлой водой» В. И. Белова — Фёдор
- 1982 — «Лукия» М. Гараевой — Евгений Степанович

### Фильмография
- 1957 — Случай на шахте восемь — Арсений Павлович
- 1961 — Горизонт — Ситников
- 1962 — Душа зовет
- 1963 — Пока жив человек — Омельченко
- 1965 — Иду на грозу — преподаватель
- 1966 — Два билета на дневной сеанс
- 1973 — Опознание — Пташинский
- 1976 — Тревожный месяц вересень — Сагайдачный
- 1979 — Открытая книга
- 1980 — Мы смерти смотрели в лицо — директор школы
- 1981 — 20-е декабря — Кардин
- 1981 — Объявлен розыск...

### Сценарист
- 1934 — Два товарища
- 1937 — Умбар
- 1939 — Кубанцы
- 1940 — Пограничники

## Признание и награды
- Заслуженный артист РСФСР (1957)
- Орден Октябрьской Революции (1982)
- Орден Трудового Красного Знамени (2.07.1971)
- Медаль "За оборону Ленинграда" (1944)
- Медаль "За доблестный труд в Великой Отечественной войне 1941-1945 гг." (1946)
- Медаль "В память 250-летия Ленинграда" (1957)